# Reality 2.0
Reality 2.0 est l'avant-dernier des six épisodes de la compilation de jeux vidéo Sam and Max : Saison 1 développée par Telltale Games et vendu d'abord par téléchargement à partir du 29 mars 2007 sur le portail américain Gametap puis à partir du 12 avril 2007 sur le site du développeur Telltale Games.

## Synopsis
Sam et Max sont confrontés à une nouvelle prise d'otage d'un ennemi inattendu : l'Internet refuse en effet de ramener à la réalité les joueurs d'un nouveau jeu en ligne : Reality 2.0.
Sam et Max vont devoir eux-mêmes rentrer dans le jeu pour délivrer les joueurs. Pour cela, ils devront utiliser des lunettes de réalité virtuelle et rencontrer un groupe bien mystérieux : les F.L.I.C.S., le « Front de Libération de l'Informatique Caduque et Surannée » (C.O.P.S. en version originale « Computer Obsolesence Prevention Society »). Ce sont  quatre machines à la technologie dépassée dotées d'une intelligence artificielle : une borne de jeu d'arcade, un téléphone, une console Pong et vieux modèle de PC transportable...

## Personnages secondaires rencontrés
- Bosco essaie de se faire passer pour un demi-elfe. Il possède également un commerce en ligne dans Reality 2.0 et a transféré son compte bancaire sur Internet. Sa dernière invention au tarif d'un milliard de dollars est une arme biologique virulente.

- Sybil Pandemik est désormais bêta-testeuse et travaille actuellement sur Reality 2.0. Sam et Max vont d'ailleurs avoir du mal à la libérer de l'univers de réalité virtuelle.

- Jimmy "Deux-Dents" va avoir la désagréable surprise de devoir affronter Sam dans la réalité virtuelle où il s'est réfugié.

- Les F.L.I.C.S. (C.O.P.S. en version originale) composent un groupe réunissant des machines obsolètes qui se sont alliées à l'Internet.

- Le magicien d'Internet (Internet Wizard en version originale), qui a l'apparence de Hugh Bliss, est une aide auprès de laquelle Sam et Max pourront se renseigner.

- Tatie Biotique (Auntie Biotic en version originale) est la gardienne des e-mails de Reality 2.0. Elle a l'apparence de Myra Stump (Situation : Comédie) et est très puissante.

- Le cafard devient dans l'univers virtuel « un cafard informatique » (jeu de mots anglais sur le terme bug non traduit en français).

- L'Internet est une personne qui tient les joueurs de Reality 2.0 en otage en les retenant dans son jeu. Mais il semble qu'elle ait été bernée et utilisée par le grand responsable de la vague d'hypnose, un certain Seth Coolers (Roy G. Biv en version originale)...

## Musique
Pour insister sur le côté "jeu vidéo classique", la musique de l'univers de réalité virtuelle est orchestré de la manière de celle des jeux de consoles 16 bits voire de consoles 8 bits.

## Accueil
- Adventure Gamers : 4,5/5[2]